# 巴特克罗伊岑
巴特克罗伊岑是奥地利上奥地利州佩尔格县的一个市镇。总面积39.9平方公里，总人口2457人，人口密度61.6人/平方公里（2005年）。